# Добряков, Игорь Георгиевич
Игорь Георгиевич Добряков (6 мая 1947, Ленинград — 1 октября 2015, Санкт-Петербург) — советский и российский актёр театра, кино и дубляжа, сценарист. Заслуженный артист России (1994).

## Биография
Родился 6 мая 1947 года в Ленинграде.
Окончил ЛГИТМиК (курс З.Я.Корогодского). Работал в Александринском театре, в театре комедии им. Н. П. Акимова.
С 1974 года — актёр Ленинградской студии киноактёра.
Скончался на 69-м году жизни 1 октября 2015 года в Санкт-Петербурге, по какой причине нигде не указывается.

## Роли в кино
- 1965 — Первая Бастилия — эпизод
- 1969 — Архимеды XX века — прохожий с букетом
- 1970 — Двадцать седьмой неполный (фильм-спектакль) — друг Павла
- 1971 — Найди меня Лёня — рабочий
- 1972 — Пятая четверть — Лёня
- 1973 — Ищу человека — Леонид
- 1973 — Открытая книга — молодой Митя Львов
- 1974 — Незнакомый наследник — крановщик Иван Муратов
- 1974 — Под каменным небом — советский солдат
- 1974 — Царевич Проша — глашатай
- 1975 — Одиннадцать надежд — Александр Соколовский
- 1975 — Память — военный
- 1976 — Вечерний свет (фильм-спектакль) — Дима
- 1976 — Пока стоят горы… — альпинист
- 1977 — Золотая мина — оперативник Игорь Лохов
- 1978 — Пока бьётся сердце (фильм-спектакль) — врач
- 1978 — Строгая мужская жизнь —
- 1978 — Завьяловские чудики (киноальманах) — парень в квартире
- 1981 — Правда лейтенанта Климова — капитан I ранга Соснихин
- 1980 — Я - актриса — актер труппы
- 1981 — Приглашение к жизни (фильм-спектакль) — Чердилов-студент
- 1981 — Россия молодая — эпизод в 7-й серии
- 1982 — Красные колокола — Адъютант Керенского
- 1982 — С тех пор, как мы вместе — водитель
- 1983 — На перевале не стрелять! — Иван Прошкин
- 1984 — Макар-следопыт — Командир "красные"
- 1984 — Восемь дней надежды — Забелис
- 1984 — Три процента риска — Вельветов
- 1985 —  Какие от друзей секреты? (короткометражный) —
- 1985 — На крутизне — Иван Чернец
- 1985 — Ради нескольких строчек — Охрименко
- 1986 — Исключения без правил — врач
- 1986 — На перевале — Смит
- 1986 — Плата за проезд — моряк
- 1986 — Тихое следствие — Саша
- 1987 — И завтра жить — Никитин
- 1987 — Моонзунд — старшина
- 1988 — Операция "Вундерланд" — командующий флотом
- 1989 — А был ли Каротин — фотограф
- 1991 — Действуй, Маня! — Мозгляк, мафиози за рулем катафалка
- 1991 — Моя соседка — Николай
- 1992 — Ключ — доктор
- 1991 — Семь дней с русской красавицей — продавец патронов
- 1992 — Он своё получит — гангстер
- 1992 — Тайна Виллы — Петляков
- 1992 — Высшая мера — тюремный надзиратель
- 1993 — Роман императора — граф, спутник Александра Второго
- 1993 — Необыкновенные приключения Ибикуса в Петербурге — Олег Орлов, коммерчиский директор фирмы "Лена"
- 1994 — Русский транзит — сотрудник госбезопасности
- 1995 — Особенности национальной охоты — дворянин
- 1996 — Возвращение «Броненосца» — «Ксаверий»
- 1998 — 1999 — Улицы разбитых фонарей 2 — Виктор Миронов
- 2000 — Империя под ударом — Тузлуков, начальник департамента полиции
- 1999 — 2000 — Убойная сила — Вдовин, полковник милиции
- 2000 — Мифы. Сочинушки — мужик в жёлтой рубахе
- 2001 — 2004 — Черный ворон  — дядя Леша
- 2003 — Бедный, бедный Павел — генерал
- 2003 — Игра без правил — доброжелатель
- 2003 — Мангуст — генерал
- 2004 — Иванов и Рабинович — капитан 1-го ранга
- 2005 — Прииск — эпизод
- 2005 — Sказка о Sчастье —  Ульянов, генерал
- 2005 — Улицы разбитых фонарей 7 — Михаил, конкурент
- 2006 — Бандитский Петербург. Фильм 8. Терминал— Гаврилыч
- 2007 — Тени прошлого — Полетаев
- 2007 — Группа ZETA — Андрей Михайлович Расков
- 2008 — Адмиралъ — офицер на совещании у Колчака
- 2008 — Двое из ларца 2 — деревенский водитель
- 2009 — В сторону от войны — Коля, водитель
- 2009 — Адмиралъ (сериал) — офицер на совещании у Колчака
- 2009 — Русский дубль — сосед
- 2009 — Группа ZETA 2 — Андрей Михайлович Расков
- 2009 — Император, который знал свою судьбу (документальный) — ведущий
- 2010 — Дорожный патруль 7 — сторож
- 2010 — За пределами закона — Палыч, прапорщик
- 2010 — Морские дьяволы 4 — капитан
- 2010 — Месть - Искусство — отец Анны
- 2011 — Беглец — Степан Федорович, прокурор, помощник Петрова
- 2011 — Защита свидетелей — Бирюков, капитан милиции
- 2011 — Наркотрафик — полковник
- 2011 — Дубля не будет — Петр Михайлович, бригадир поезда
- 2012 — Военная разведка. Северный фронт (фильм 2-й «Белый Лис») — Николай Кравчук (дядя Коля)
- 2013 — Морские дьяволы. Смерч. Судьбы — Еремей
- 2013 — Разведчицы — мужик с телегой
- 2013 — Тариф на прошлое — мсье космиссар
- 2013 — Горюнов — эпизод
- 2013 — Задания особой важности. Операция «Тайфун» — Павел Андреевич, староста
- 2014 — С небес на землю — Мишель Труайян
- 2014 — Хроника гнусных времен  — Сергей Сергеевич, врач поселковой больницы
- 2014 — Белая Белая ночь — покупатель квартиры
- 2013 — Испытательный срок — сотрудник полиции
- 2015 — Семейный альбом — врач
- 2015 — Письма на стекле. Судьба — врач
- 2015 — Такая работа — Игнатьев, следователь

## Озвучивание
- 1998 — 1999 - Улицы разбитых фонарей-2 — майор милиции по кличке "Хозяин" (серия «Отпуск для героев»)
- 1998 — 1999 — Агент национальной безопасности  — наводчик (серия «Наследник»)
- 2000 — Агент национальной безопасности-2 — водитель, озвучивание эпизодических ролей (14 — 15, 21 — 22 серии)
- 2001 — Агент национальной безопасности-3 — Закадровый текст  (серии «Ловушка», «Падишах»)
- 2001 — Бандитский Петербург. Фильм 3. Крах Антибиотика — Лейкин; Валера-Бабуин
- 2001 — Крот — озвучивание эпизодических ролей
- 2003 — Бандитский Петербург. Фильм 4. Арестант — бандит; банкир в Дюссельдорфе; арестованный
- 2003 — Бандитский Петербург. Фильм 5. Опер — бандит из уличной «братвы»
- 2003 — Бандитский Петербург. Фильм 6. Журналист — доктор; Аркадий Монахов; бандит «Грач»

## Запись аудиокниг
- Мёртвые души
- Дети Арбата
- Мифы и Легенды Древней Греции
- Горе от ума
- Фауст

## Дубляж
- 1957 — Лифт на Эшафот — роль Жоржа Пужуля
- 1961 — Красная пустыня —
- 1975 — Частный детектив —
- 1976 — Соната над озером —
- 1977 — Цену смерти спроси у мертвых —
- 1978 — Даллас —
- 1979 — Арабские приключения —
- 1981 — Янку Жиану — сборщик налогов —
- 1981 — Дочь конокрада —
- 1982 — Пропавший без вести —
- 1981 — Янка Жиану-гайдук —
- 1981 — Одна ошибка —
- 1982 — Вердикт —
- 1981 — Ва-банк (Польша), 1981 — все роли (одноголосый закадровый перевод к/ст «Ленфильм»)
- 1984 — Что с вами,  доктор? —
- 1984 — Санта-Барбара —
- 1985 — Добровольцы —
- 1990 — Только воскресенье —
- 1991 — Красавица и Чудовище — эпизодические персонажи
- 1994 — Человек-Паук (мультсериал) — часть мужских персонажей (закадровый от REN-TV)
- 1997 — Миледи —
- 1998 — Спасти рядового Райна —
- 2000 — Динозавр — Крон
- 2000 — Патриот —
- 2000 — Неуязвимый  —
- 2001 — Мартовские коты —
- 2001 — Перл-Харбор  —
- 2005 — Мастер и Маргарита —
- 2006 — Лохматый папа — Кен Холлистер
- 2006 — Лесная братва — чёрный медведь Винсент
- 2007 — Гончие — роль Юрий Ковалёва